# Sium latifolium
Sium latifolium es una especie de planta fanerógama perteneciente a la familia Apiaceae

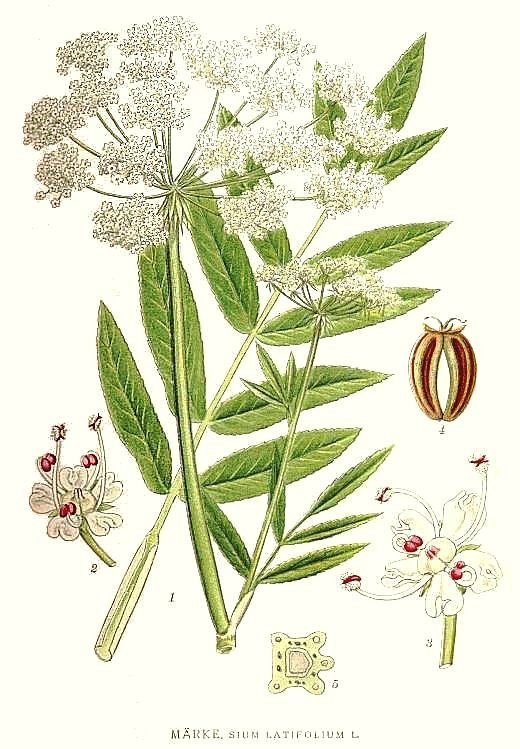
Ilustración

## Distribución y hábitat
Es originaria de gran parte de Europa, Kazajistán y Siberia. Esta planta crece en hábitats húmedos como pantanos y orillas de los lagos, a veces en el agua. 

## Descripción
Es una hierba perenne con un tallo hueco, ranurado que alcanza un tamaño de hasta 2 metros de altura. La hierba es verde y sin pelo. Las hojas miden hasta 30 centímetros de largo con láminas transmitidas en pecíolos huecos que se unen a la madre en sus bases. La inflorescencia es una umbela de flores blancas.
Cuando es comida por las vacas lecheras, la planta tiende a impregnar su leche con un sabor desagradable. Está considerada una planta tóxica.

## Taxonomía
Sium latifolium fue descrito por Carlos Linneo y publicado en Species Plantarum 1: 251. 1753.
Etimología
Sium: nombre genérico que deriva de la palabra griega: sion que se aplicó a una hierba de pantano de la familia Apiaceae.
latifolium: epíteto latíno que significa "con hojas anchas"
Sinonimia
- Cicuta latifolia (L.) Crantz
- Coriandrum latifolium (L.) Crantz
- Drepanophyllum latifolium (L.) Koso-Pol.
- Drepanophyllum palustre Hoffm.
- Pimpinella latifolia (L.) Stokes
- Selinum sium E.H.L.Krause
- Sisarum germanorum Schur
- Sisarum macrophyllum Schur[8]

## Nombre común
- Castellano: apio acuático, berraza, berraña, berrera.[9]